# Nephodia estriada
Nephodia estriada là một loài bướm đêm trong họ Geometridae.